# Lanmeur
Lanmeur (bretonsko Lanneur) je naselje in občina v severozahodnem francoskem departmaju Finistère regije Bretanje. Naselje je leta 2008 imelo 2.166 prebivalcev.

## Geografija
Kraj leži v pokrajini Trégor, 70 km severovzhodno od Bresta.

## Uprava
Lanmeur je sedež istoimenskega kantona, v katerega so poleg njegove vključene še občine Garlan / Garlann, Guimaëc / Gwimaeg, Locquirec / Lokireg, Plouégat-Guérand / Plegad-Gwerann, Plouezoc'h, Plougasnou / Plouganoù in Saint-Jean-du-Doigt / Sant-Yann-ar-Biz z 11.615 prebivalci.
Kanton Lanmeur je sestavni del okrožja Morlaix.

## Zanimivosti
- cerkev sv. Melarja prenovljena v začetku 20. stoletja, poznana po predromanski kripti, zgrajeni v 10. stoletju,
- kapela Notre-Dame de Kernitron iz 12. stoletja.

- cerkev sv. Melarja
- kripta
- kapela Notre-Dame-de-Kernitron